# Alpenflage

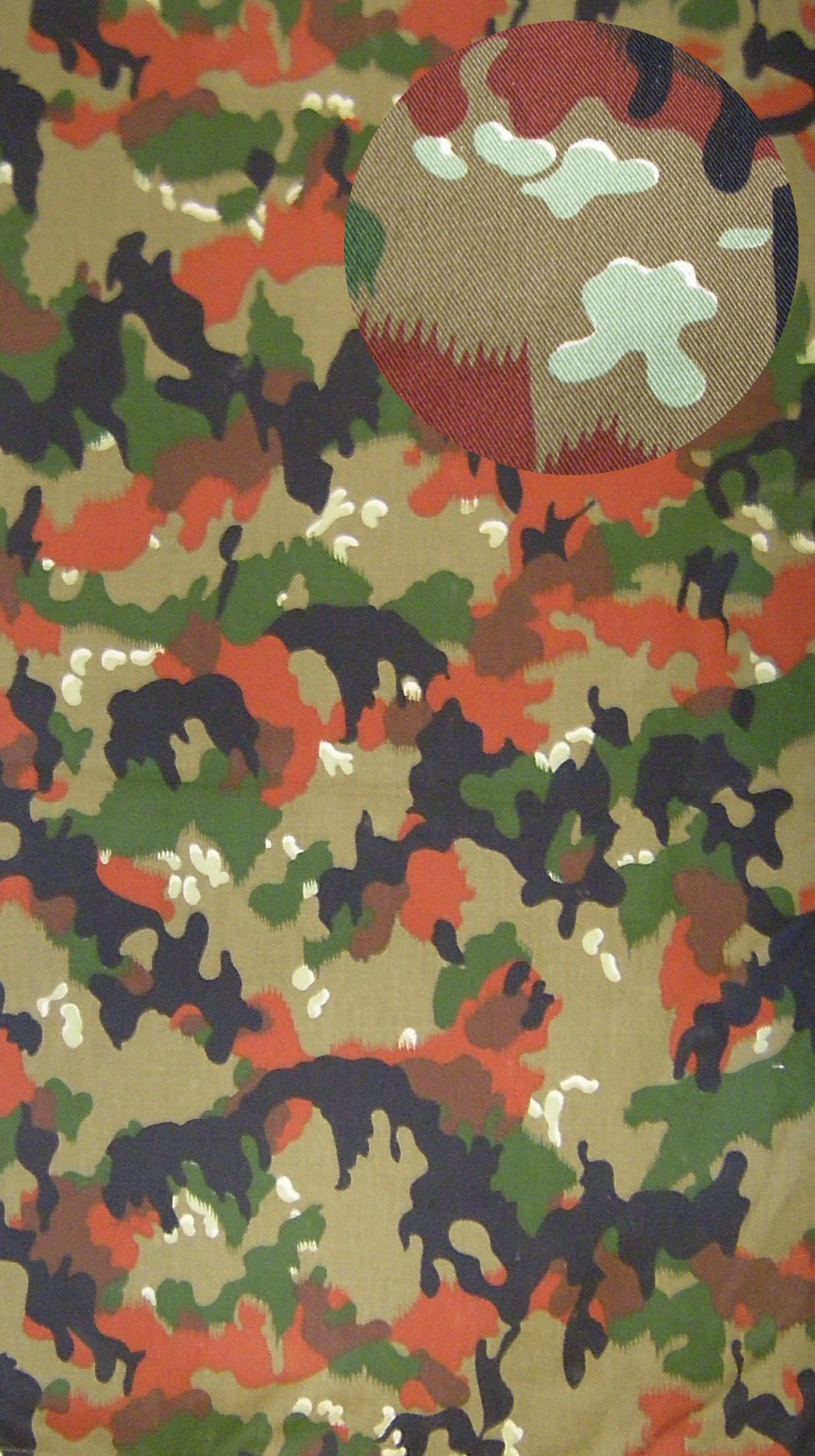
Patró Alpenflage

Alpenflage (terme alemany: 'bandera dels Alps') és el nom donat per estudiosos i col·leccionistes a un patró mimètic característic de l'exèrcit suís, el qual l'usà entre 1955 i 1993. Es tracta d'un motiu clapejat que, sobre fons ocre clar (o, almenys a partir de 1983, bronzejat), presenta taquetes menudes en blanc i en verd pàl·lid, així com clapes petites i mitjanes en vermell intens, verd jungla i negre, amb el dibuix de les clapes negres suggerint branquillons; la superposició de colors provoca l'efecte d'una diversitat cromàtica encara major (per exemple, marró en superposar-se verd i roig).
Tot i l'evident derivació del patró Leibermuster nazi (vegeu més avall), l'Alpenflage s'individualitza remarcablement per la insòlita dominància del vermell, que a primer cop d'ull sembla el més allunyat del concepte de camuflatge, però que en realitat es mimetitzava molt bé amb el paisatge de la tardor suïssa, ple de fulles de to vermellós.

## Designació
No és clar que aquest en fos el nom oficial, però tècnicament aquest patró mimètic es coneix com a Leibermuster suís (schweizer Leibermuster), perquè, en efecte, és una derivació de l'homònim del Tercer Reich, en versió més llampant.
El nom Alpenflage amb què s'ha popularitzat universalment li fou atribuït per estudiosos i col·leccionistes, com hem vist.
Alguns l'anomenen Alpentarn ('camuflatge alpí').

## Història dels uniformes en patróAlpenflage

### Inicis (1955-1957). Visió panoràmica
El patró Alpenflage fou introduït el 1955 per a la nova versió de tenda-ponxo (1955 Zelteinheit) i, potser, per a les fundes de casc.
Endemés, a partir de 1957 l'Alpenflage fou, si no el primer, sí un dels primers patrons mimètics a generalitzar-se a la totalitat d'un exèrcit com a forma bàsica d'uniforme de campanya. Amb aquesta funció, vigí a l'exèrcit suís entre 1957 i 1993, i durant aquest període conegué multiplicitat de versions amb diferències de matís, és a dir, diversos models concrets d'uniforme de campanya, des del primer, de 1957 (Kampfanzug 1957 o Kafaz 57, 'uniforme de campanya 1957', en francès tenue d'assaut 1957 o TASS 57), fins al darrer, de 1983 (Tarnanzug 1983 o TAZ 83, 'uniforme mimètic 1983', en francès tenue d'assaut 1983 o TASS 83), passant pels models o variants Kafaz 62, Kafaz 70, Kafaz 73, etc., etc.
Entre les diferències de disseny més evidents hi ha les muscleres, que segons el període poden presentar terminacions recta, arrodonida o apuntada.

### Sobreuniforme (1957-1993)
Durant dècades l'uniforme Alpenflage consistí en un sobreuniforme (Kafaz) que es duia per damunt de l'habitual uniforme gris blavenc m. 1949 (i amb el casquet de caserna gris blavenc m. 1949 quan no es duia casc); per això la tropa el coneixia amb el malnom de Vierfruchtpyama (aproximadament, 'pijama tutti frutti').
Constava de dues peces, superior (Kampfjacke, espècie de sobrejaqueta-parca amb disseny de jaqueta de campanya) i inferior (Kampfhose, sobrepantaló multibutxaca amb elàstics incorporats).
El disseny de la sobrejaqueta-parca era remarcable per l'elevada practicitat, amb caputxa incorporada; vel desplegable per a cobrir el rostre; tancament mitjançant cremallera, botons i fermalls de pressió; muscleres; força butxaques pertot, cadascuna de les quals amb una funció preestablerta; punys elastitzats; bossa d'assalt (Kleinrucksack) adjunta (a partir de 1970); etc.
De fet, a més de servir eficientment com a peça d'abrigar, la Kampfjacke estava dissenyada per a dur-hi tot l'equipament militar individual, així com la munició, sense necessitat de cingles, cartutxeres, sarró ni motxilla pròpiament dita; fins i tot el casc i la baioneta es podien dur penjats de la parca (i la pala, de la bossa d'assalt). Tot plegat converteix aquesta peça en una singularitat conceptual en la història universal de la uniformologia.
El motiu Alpenflage també era aplicat a les fundes de casc, com ja hem vist (tant per als aerodinàmics models tipus 1918 com per al posterior model 1971), així com a tendes-ponxo (diverses variants: 1955, 1964, etc.), ponxos impermeables (també amb diverses variants, amb mànigues i sense), etc.
També n'existia una versió de granota (Panzerkombi) pròpiament dita (o sigui, d'una peça), destinada als tanquistes.

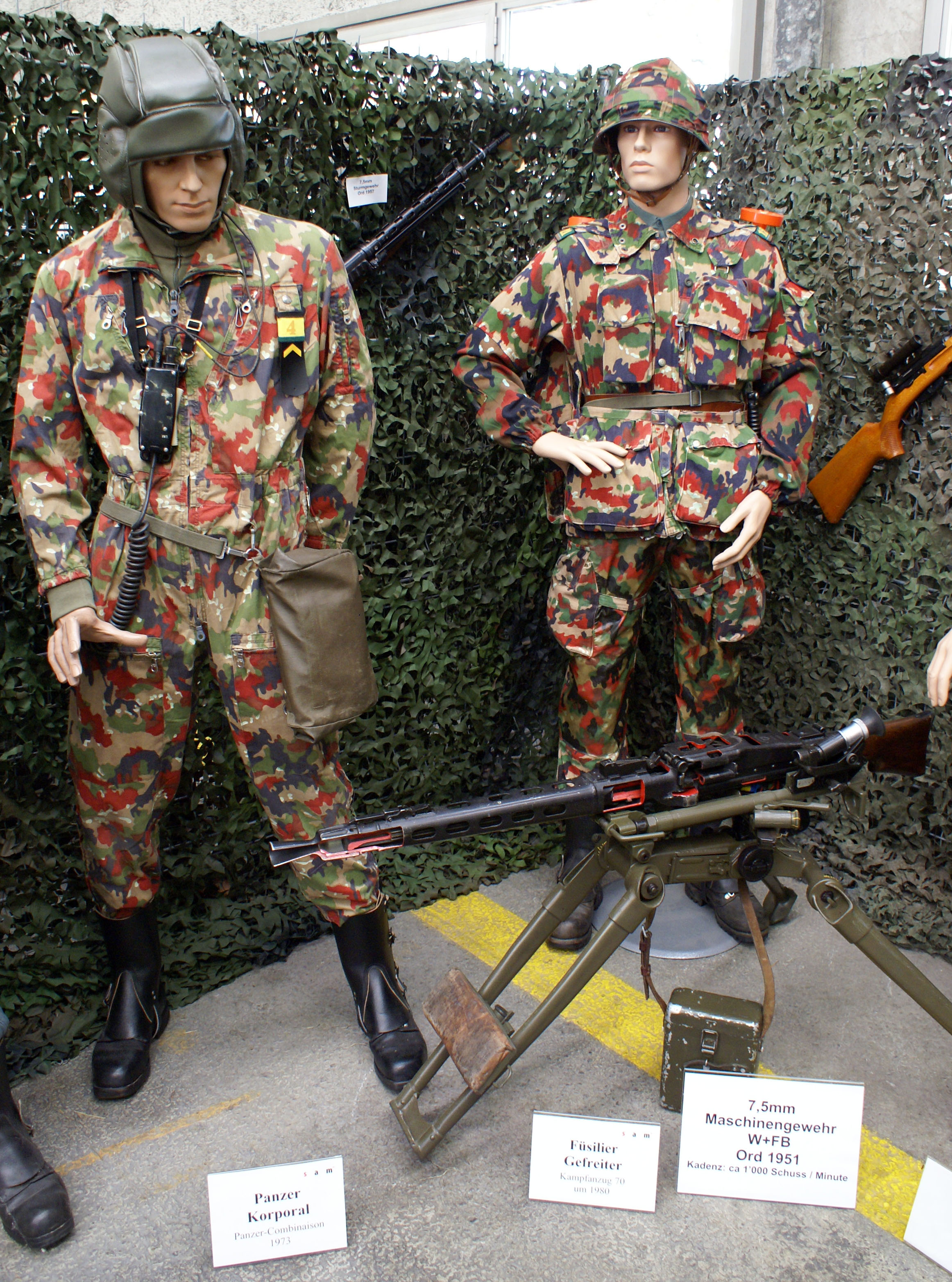
Models 1973 (Kafaz 73) del sobreuniforme en patró Alpenflage: tanquista amb la Kombi i soldat d'infanteria amb el conjunt complet (funda de casc, sobrejaqueta-parca i sobrepantaló multibutxaca)
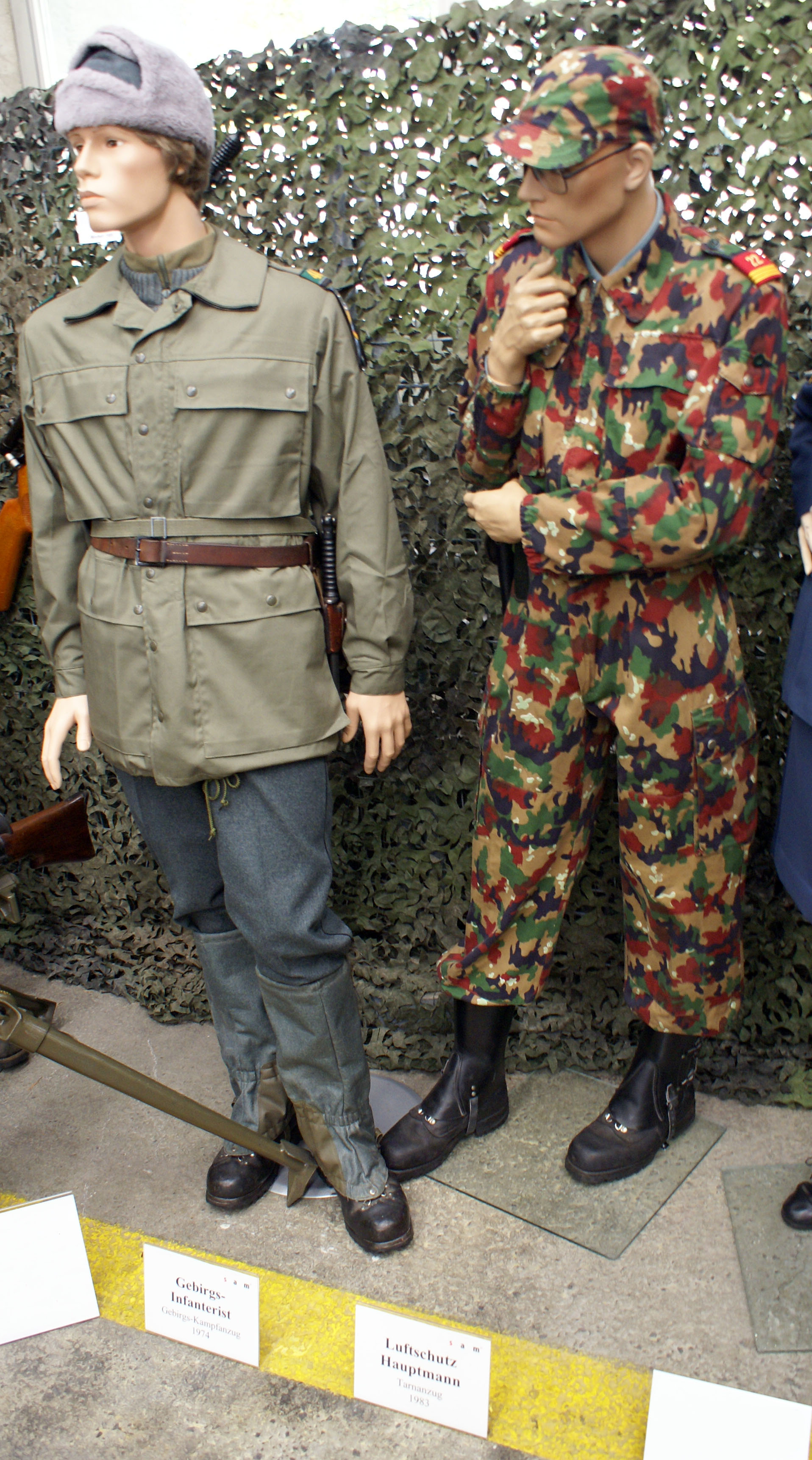
A la dreta, capità amb el model 1983 (TAZ 83) de l'uniforme en patró Alpenflage, gorra de campanya inclosa
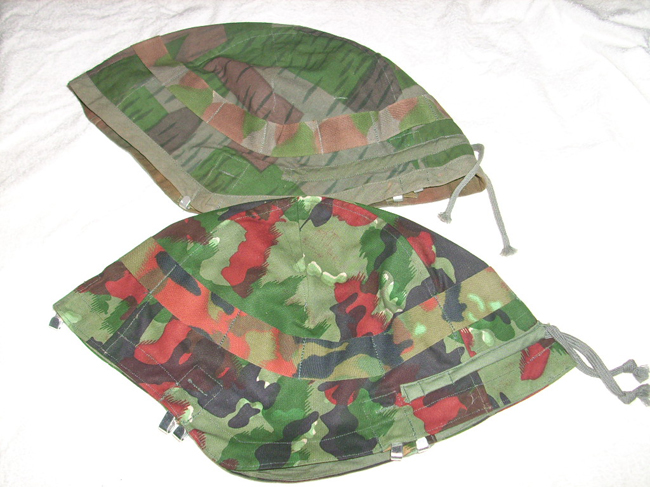
Fundes mimètiques suïsses; baix, en una de les diverses variants que hi presenta el patró Alpenflage; dalt, en el patró estellat substituït per l'Alpenflage
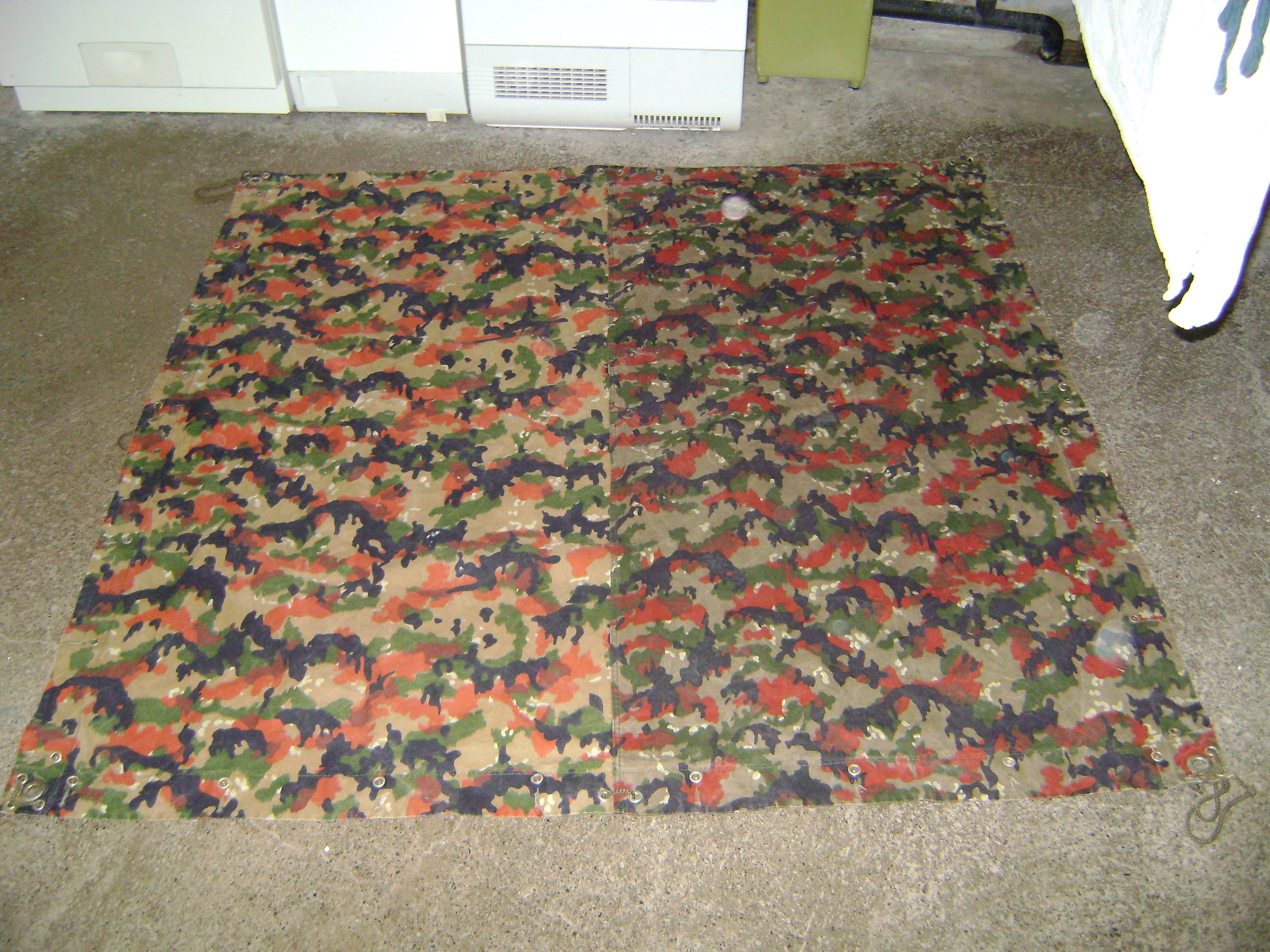
Dues variants de la Zelteinheit Alpenflage

### Uniforme (1983-1993)
A diferència de les variants anteriors, l'últim model de l'uniforme de campanya suís en patró mimètic Alpenflage, el TAZ 83 o TASS 83, estava dissenyat per a dur directament sobre la roba interior, i venia a substituir l'uniforme gris blavenc en campanya; constava de jaqueta de campanya i pantaló multibutxaca de tipus més convencional, i també, lògicament, d'una gorra de campanya a joc (d'estil beisbol), en substitució del casquet de caserna gris blavenc.
El sobreuniforme continuà usant-se a l'hivern, com a peça d'abrigar, duta per damunt del TAZ 83.

## Variants del patró
Si bé pot semblar molt unitari a primera vista, al llarg del temps el patró Alpenflage ha presentat diverses variants de disseny, amb matisos quant a la coloració i quant a la distribució i forma concretes de les clapes. La diferència més evident a cop d'ull és la coloració del fons, a què ja ens hem referit en la definició. Més enllà d'això, els matisos poden ser molt subtils. I si això és cert pel que fa al conjunt de l'uniforme, la qüestió és més complexa quan tenim en compte altres peces que poden presentar matisos específics, com ara les fundes de casc, la Zelteinheit, el ponxo impermeable (en què també influeix el material plàstic en què es confeccionava), etc., etc.
Hi hagué un Alpenflage amb fons verd, usat en una de les versions de funda de casc; i, fins i tot, un Alpenflage de dominància verdosa (alguns la interpreten com a blavenca) i amb el roig molt esvaït, variant, aquesta, d'aplicació molt minoritària.

## Supressió i substitut
El 1993 el patró Alpenflage fou suprimit, en substituir-lo el nou model TAZ 90/TASS 90, en un patró mimètic també clapejat, amb el mateix disseny, de fet, però eliminant el blanc i substituint el vermell pel marró; la coloració resultant recorda superficialment el woodland (a voltes se'l coneix com a woodland suís, impròpiament). El TAZ 90 continua vigent avui dia. A més de gorra, jaqueta de campanya i pantaló multibutxaca inclou parca (Kälteschutzjacke/veste de protection thermique/giacca termica), de disseny més convencional que la veterana Kampfjacke.

## Ressò i popularitat
El patró Alpenflage és dels més vistosos de la història del camuflatge militar, i resulta fàcilment recognoscible a primera vista entre qualssevol altres patrons mimètics.
Tradicionalment, com que les forces armades suïsses no tenen costum de saldar els excedents en el mercat internacional (entre altres coses, perquè totes les existències, en principi, estan assignades a algun reservista concret, en aquest sistema milicià), hi havia poques peces d'Alpenflage a l'abast dels col·leccionistes d'altres països, i aquestes, altament valorades, atenyien preus importants. El 1998, finalment, les reserves de roba Alpenflage foren saldades oficialment, i això hi ha facilitat l'accés internacional alhora que les ha abaratides molt.
Les peces en patró Alpenflage són molt populars entre els col·leccionistes, per diversos motius: la xocant vistositat del patró; la practicitat del disseny; la robustesa de la confecció; la sorprenent relació qualitat/preu… La parca, particularment, ha esdevingut una peça mítica, més encara en connexió amb la bossa d'assalt.